# Minuskuł 207
Minuskuł 207 (według numeracji Gregory-Aland), ε 126 (von Soden) – rękopis Nowego Testamentu pisany minuskułą na pergaminie w języku greckim z XI wieku. Zawiera księgi liturgiczne, marginalia, przechowywany jest w Wenecji. Cytowany jest w krytycznych wydaniach Novum Testamentum Graece.

## Opis rękopisu
Kodeks na 267 pergaminowych kartach (27,6 cm na 21,3 cm) zawiera tekst czterech Ewangelii, z pewnymi lukami (Mt 1,1-13; Mk 1,1-11).
Tekst rękopisu pisany jest dwoma kolumnami na stronę, 22 linijki w kolumnie.
Tekst kodeksu dzielony jest według κεφαλαια (rozdziałów), których numery umieszczono na marginesie tekstu. W górnym marginesie podano τιτλοι (tytuły) owych rozdziałów. Ponadto tekst Ewangelii dzielony jest jeszcze według sekcji Ammoniusza, których numery umieszczono na marginesie, jednak bez odniesień do Kanonów Euzebiusza (pisanych pod numerami sekcji Ammoniusza).
Rękopis zawiera prolegomenę do czterech Ewangelii, list Hieronima do Karpiana (Epistula ad Carpianum), ilustracje, tablice κεφαλαια (spis treści) przed każdą Ewangelią. Na końcu zostały umieszczone księgi liturgiczne synaksarion i menologium.

## Tekst
Grecki tekst Ewangelii reprezentuje tekst bizantyński. Aland zaklasyfikował go do kategorii V.
Tekst Pericope adulterae (Jan 7,53-8,11) umieszczony został na końcu Ewangelii Jana.

## Historia
Paleograficznie datowany jest na wiek XI. Należał niegdyś do kardynała Bessariona († 1472). Według jednej z not marginalnych należał niegdyś do A. F. R..
Rękopis badali Birch oraz Burgon.
Obecnie przechowywany jest w Bibliotece Marciana (Gr. Z 8) w Wenecji.
Nie jest cytowany w krytycznych wydaniach greckiego Novum Testamentum Nestle–Alanda (NA26, NA27).